# Нефтебаза (Карелия)
Нефтеба́за — посёлок в Пудожском районе Республики Карелия (Россия). Входит в состав Шальского сельского поселения. Расположен на левом берегу реки Водла.

## Население
| 2002 | 2010 | 2013 |
| ---- | ---- | ---- |
| 10   | ↗11  | ↘9   |

По данным Всероссийской переписи населения 2002 года, из 10 жителей, 90 % населения — русские.

## Инфраструктура
В посёлке имеется одноимённая пристань.
Проходит межпоселковый газопровод ГРС Пудож — п. Подпорожье — д. Шалуха — п. Нефтебаза — п. Бочилово — д. Бочилово — п. Кашино — д. Семеново — п. НовоСтеклянное — п. Шальский